# Josef Ottitsch (Politiker, 1818)
Josef Ottitsch (* 1818 in Pichling; † 10. August 1902 ebenda) war ein österreichischer Landwirt und Politiker.

## Leben
Ottitsch war der Sohn des Landwirts vulgo Bichler Franz Ottitsch (1773; † 3. Februar 1840) und dessen Ehefrau Maria geb. Boschitz (1794; † 11. Dezember 1866), der Tochter des Hoiselmüllers zu Völkermarkt. Er war römisch-katholisch und heiratete Ottilie Posch (* in Graz). Aus der Ehe gingen vier Söhne und vier Töchter hervor. Einer der Söhne war der spätere Abgeordnete Josef Ottitsch.
Ottitsch lebte als Grundbesitzer und Landwirt vulgo Bichler zu Pichling. Er war auch Bürgermeister von St. Marein. Vom 6. April 1861 bis zum 21. Mai 1870 war er Abgeordneter im Kärntner Landtag. Er gehörte dem Klub Deutschliberale an.